# Khánh Thịnh
Khánh Thịnh là một xã nằm ở đông bắc huyện Yên Mô, tỉnh Ninh Bình, Việt Nam.

## Địa lý
Xã Khánh Thịnh nằm ở phía đông bắc huyện Yên Mô, cách trung tâm thành phố Ninh Bình 16 km, có vị trí địa lý:
- Phía đông giáp huyện Yên Khánh
- Phía nam giáp xã Yên Phong và thị trấn Yên Thịnh
- Phía tây giáp xã thị trấn Yên Thịnh
- Phía bắc giáp xã Khánh Dương.

Xã Khánh Thịnh có diện tích 4,23 km², dân số năm 2019 là 4.204 người, mật độ dân số đạt 1.003 người/km².
Đây cũng là một xã nằm bên bờ sông Vạc.

## Lịch sử
Ngày 28/11/2012 Chính phủ Việt Nam ban hành Nghị quyết điều chỉnh mở rộng địa giới hành chính thị trấn Yên Thịnh, điều chỉnh nguyên trạng toàn bộ 397,97 ha diện tích tự nhiên, 3.288 nhân khẩu của xã Yên Phú và 159,76 ha diện tích tự nhiên, 1.233 nhân khẩu của một phần xã Khánh Thịnh để thị trấn Yên Thịnh quản lý. 
Sau khi điều chỉnh địa giới hành chính, thị trấn Yên Thịnh có 763,34 ha diện tích tự nhiên và 8.050 nhân khẩu. Xã Khánh Thịnh có 423,4 ha diện tích tự nhiên và 4.262 nhân khẩu.

## Văn hóa
Khánh Thịnh là xã được công nhận Anh hùng lực lượng vũ trang nhân dân Lưu trữ ngày 15 tháng 3 năm 2016 tại Wayback Machine ở Ninh Bình. Dưới thời Lê, ở Thạch Lỗ ngũ thôn, nay là các xã Khánh Dương, Khánh An, Khánh Thịnh thuộc 2 huyện Yên Khánh, Yên Mô các hậu duệ Tạ Đại Lang, Tạ Đại Thanh là Tạ Nhân Thọ, Tạ Nhân Niên, Tạ Nhân Khả đều có công lớn và được phong công hầu khanh tướng.
Đại Nam nhất thống chí có nói đến "Trường Yên thất hào", bảy người Ninh Bình nổi danh đời Lê. Đó là Hiển trung đại phu Hoàng Trọng Cung người huyện Yên Khánh, Tham nghị Nguyễn Tử Dự người Giá Hộ (Hoa Lư), Thừa chính Nguyễn Đoan Tước người Phúc Am (thành phố Ninh Bình), Thị độc Ninh Thấu người Côi Trì (Yên Mỹ, Yên Mô), Hiến phó sứ Nguyễn Đình Chí, người Bồ Xuyên (Yên Thành, Yên Mô), Thiêm sự Trịnh Xuân người Yên Liêu (Khánh Thịnh, Yên Mô) và Tham chính Phạm Kiêm Huyền người Thiên Trì (Yên Mạc, Yên Mô).